# Paulão da Tinga
{{Info/Carnaval2
```
|nome               = Paulão da Tinga
|imagem             = 
|nomecompleto       = Paulo Roberto de Souza Baptista
|gritodeguerra      = Tinga teu povo te ama!
```

| datadenascimento   = 1949
```
|cidadenatal        = 
|paisnatal          = 
 
Brasil

|datadefalecimento  =
13 de janeiro
 de 
2013
 
(64
 
anos)

|cidadedamorte      = 
Porto Alegre

|paisdamorte        = 
|actualescola       = 
|ano                = 
1987
-
1989
1990
1991
1992
-
1993
1995
-
1997
1998
2000
2002
[[2003][</nowiki>
|escolas            = 
Estado Maior da Restinga
Estação Primeira da Figueira
Império da Zona Norte
União da Vila do IAPI
Estado Maior da Restinga
Mocidade da Lomba do Pinheiro
Império da Zona Norte
Estado Maior da Restinga
 
 
Copacabana

|atualização        = 
```

}}
Paulo Roberto de Souza Baptista mais conhecido como Paulão da Tinga, foi um Intérprete de samba-enredo brasileiro, radicado no Carnaval de Porto Alegre. Faleceu na madrugada do dia 13 de janeiro de 2013, vítima de parada cardiorrespiratória. Paulão era irmão do também intérprete de sambas de enredo Paulo Ricardo de Souza Baptista, o Paulinho Durão.

## Carreira
Antes de ser intérprete, Paulão foi ritmista e diretor de bateria. No ano de 1987, interpretou o samba do primeiro título do Estado Maior da Restinga no grupo especial, consagrando o grito de guerra "Tinga, teu povo te ama", criado pelo ex-presidente César Ribeiro.
Foi interprete do Estado Maior da Restinga por três ciclos (1987 a 1989, 1995 a 1997 e 2002).Teve passagens pela extinta Estação Primeira da Figueira, pela União da Vila do IAPI, pela Mocidade Independente da Lomba do Pinheiro, pelo Império da Zona Norte e pelo Copacabana.
Nos Anos 90 se notabilizou como cantor, chegando a gravar três discos.

## Discografia
- Inspirações, pela Cid Luxo
- Vem minha princesa me dar a certeza que eu sou o homem mais feliz..., pela Discoteca
- Diga espelho meu, pela Usa Discos